# Álvaro da Costa de Sousa de Macedo
Álvaro da Costa de Sousa de Macedo, primeiro conde da Ilha da Madeira por Portugal, (Portugal, 1789 - França, 1835) foi um militar português.

## Biografia
D. Álvaro da Costa de Sousa de Macedo notabilizou-se por comandar, no cargo de Governador das Armas, as tropas portuguesas sediadas em Montevidéu nos combates da Guerra da Independência do Brasil na Província da Cisplatina até à sua capitulação em 2 de março de 1824, quando se retiraram para Portugal.

## Independência do Brasil
A independência do Brasil trouxe à tona as diferenças existentes entre portugueses e brasileiros no interior das tropas de ocupação da província Cisplatina: de um lado, a Divisão dos Voluntários Reais sob o comando do Brigadeiro D. Álvaro da Costa, permaneceu fiel a dom João VI, do outro, o general Carlos Frederico Lecor e as forças brasileiras que ficaram a favor de dom Pedro I e do novo império.
Lecor não se viu impedido de articular com os caudilhos platinos, como o fez com o de Entre Ríos, em 1822, e com os diversos líderes da costa do Uruguai, sempre visando a manutenção da presença brasileira na região e o rechaço aos oponentes do seu projeto.
Após inúmeros conflitos navais, em 18 de novembro de 1823, representantes brasileiros e portugueses firmaram um acordo pela qual D. Álvaro da Costa se comprometia a retirar-se com suas tropas para Portugal. Lecor pisou em Montevidéu, liderando as tropas brasileiras, em 2 de março de 1824, tendo os últimos lusitanos abandonado a região do Prata somente em 8 de março do mesmo ano,  por falta de transportes adequado. Com a derrota dos Voluntários Reais, e o seu retorno para Portugal, a província fica sob a autoridade do Império do Brasil até o final da Guerra da Cisplatina, em 1828, obtido graças às pressões britânicas.